# Veronika Jenke
Elisabeth Sophie Louise Veronika Jenke geborene Veronika Meißelbach (17. April 1810 in Stettin – 20. März 1841 in Oldenburg) war eine deutsche Opernsängerin (Sopran).

## Leben
Jenke, die Tochter von Wilhelm und Charlotte Meißelbach, genoss in Greifswald Musikunterricht und trat schon als Kind in verschiedenen Klavierkonzerten vor das Publikum. Nachdem sich auch ihre Stimme entwickelt hatte, betrat sie in Ernst von Houwalds Fluch und Segen zum ersten Mal in Lübeck die Bühne. Allein dies geschah jedoch nicht aus Liebe zur Kunst, sondern lediglich um ihre Eltern besser unterstützen zu können.
Nach und nach gefiel ihr jedoch das Theaterleben und sie erschien öfter auf den Brettern, war aber gezwungen infolge allzu großer Anstrengungen mit dem Singen auszusetzen, da die Gefahr einer Brustkrankheit vorlag. Erst mehrere Jahre später gastierte sie wieder in Magdeburg. Der zunehmende Erfolg bestimmte sie nun, sich definitiv der Bühne zuzuwenden.
Sie trat zuerst in den verband des Leipziger Theaters, kam dann nach Frankfurt (1832) und dann nach Kassel (1833), ging 1835 nach Düsseldorf und wirkte unter Karl Immermann. Nach der Auflösung dieses Theaters am 1. April 1837 nahm sie einen Ruf ans Hoftheater an, nachdem sie sich am 16. März 1838 mit dem Komiker Karl Jenke vermählt hatte. Sie unternahm von dort allein und mit ihrem Mann Gastspielreisen in die verschiedenen Kunststädte. So kam sie auch nach Kopenhagen.
Das sollte ihr Verhängnis sein. Hier entwickelte sich eine Lungenentzündung, sie fing an zu kränkeln und kam, den Tod bereits in sich tragend, nach Oldenburg zurück. Sie konnte nur noch einige Male auftreten. Ergreifend war es, als sie am 23. November 1840 im Diamant des Geisterkönigs als „Hoffnung“ bei einer Jubelvorstellung des Direktors mitwirkte und oft vor Tränen kaum sprechen konnte. Am 20. Dezember 1840 schleppte sie sich als „Gräfin Marianne“ in Räuber Sobri auf die Bühne. Es war ihr letztes Auftreten. Weinend langte sie in ihrer Garderobe an. Ihre Zeit war abgelaufen. Am 3. Januar 1841 konnte sie das Bett nicht mehr verlassen. Am 20. März 1841 um 10 Uhr morgens machte ein Lungenschlag ihrem Leben und Leiden ein Ende.
Ihre Töchter Antonia und Emma waren Theaterschauspielerinnen.